# 昂然
昂然（法語：Engins，法語發音：[ɑ̃ʒɛ̃] ⓘ）是法国伊泽尔省的一个市镇，位于该省中部，省会格勒诺布尔市区以西，属于格勒诺布尔区。

## 地理
昂然（45°10'52"N, 5°37'0"E）面积20.64 平方千米，位于法国奥弗涅-罗讷-阿尔卑斯大区伊泽尔省，该省份为法国东南部内陆省份，北起顺时针与安省、萨瓦省、上阿尔卑斯省、德龙省、阿尔代什省、卢瓦尔省和罗讷省。
与昂然接壤的市镇（或旧市镇、城区）包括：诺亚雷、圣尼济耶-迪穆什罗特、萨瑟纳日、塞西内-帕里塞、方丹、朗斯昂韦科尔、韦科尔山区欧特朗梅欧德尔。

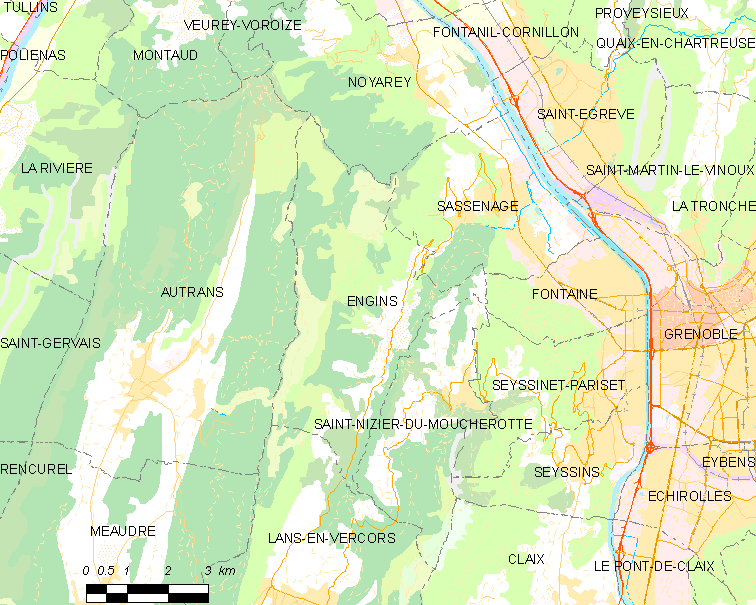
昂然的OSM定位图

昂然的时区为UTC+01:00、UTC+02:00（夏令时）。

## 行政
昂然的邮政编码为38360，INSEE市镇编码为38153。

## 政治
昂然所属的省级选区为方丹-韦科尔县。

## 人口

1962-2008年间昂然人口变化图示

昂然于2022年1月1日时的人口数量为429人。